# Lâm Hà, Bayan Nur
Lâm Hà (tiếng Trung: 临河) là một khu (quận) với 186.000 dân thuộc Bayan Nur, Nội Mông, nằm ở đoạn vòng về phía bắc của Hoàng Hà, phía nam dãy núi Lang sơn (70 km về phía đông nam của đỉnh Huhebashige cao 2.320 m).
Lâm Hà bao gồm 14 hương và trấn.